# 腹水草南川亚种
腹水草南川亚种（学名：Veronicastrum stenostachyum sp. nanchuanense）为玄参科腹水草属下的一个亚种。

## 扩展阅读
- 維基物種上的相關：腹水草南川亚种